# Włocławek (district)
Włocławek (powiat włocławski) is een Pools district (powiat) in de woiwodschap Koejavië-Pommeren. Het district heeft een oppervlakte van 1472,34 km² en telt 86.809 inwoners (2014).

## Steden
- Brześć Kujawski
- Chodecz
- Izbica Kujawska
- Kowal
- Lubień Kujawski
- Lubraniec

Stadsdistricten:
Bydgoszcz · Grudziądz · Toruń · Włocławek

Districten:
Aleksandrów · Brodnica · Bydgoszcz · Chełmno · Golub-Dobrzyń · Grudziądz · Inowrocław · Lipno · Mogilno · Nakło · Radziejów · Rypin · Sępólno · Świecie · Toruń · Tuchola · Wąbrzeźno · Włocławek · Żnin

Grootste steden:
Brodnica · Bydgoszcz · Chełmno · Chełmża · Grudziądz · Inowrocław · Nakło nad Notecią · Rypin · Solec Kujawski · Świecie · Toruń · Włocławek